# (87) Sílvia
(87) Sílvia és un dels asteroides més grans del cinturó d'asteroides. Té un diàmetre de 260,9 km i orbita a 3,49 ua del Sol. Pertany a la família asteroidal Cíbele, que rep el nom per l'asteroide (65) Cíbele. És important per ser el primer asteroide conegut en tenir més d'un satèl·lit asteroidal.

## Descobriment i denominació
El va descobrir Norman Robert Pogson (1829-1891) el 16 de maig de 1866 des de Madràs, a l'Índia.
Paul Herget, en la seva obra The Names of the Minor Planets (‘Els noms dels planetes menors’), del 1955, diu que el nom és en honor de la primera esposa de l'astrònom Camille Flammarion, Silvie Petiaux-Hugo Flammarion, però en l'article anunciant el descobriment d'aquest asteroide, Pogson va explicar que va seleccionar el nom en referència a Rea Sílvia, mare de Ròmul i Rem, els fundadors de Roma.

## Les característiques físiques
(87) Sílvia és de color molt fosc i probablement té una composició molt primitiva. El descobriment de les seves llunes va fer possible una mesura exacta de la massa de l'asteroide (1,1 x 10 19 kg) i la seva densitat (1,1 gr/cm³). La seva densitat és molt baixa, indicant que l'asteroide és molt porós; pot estar buit en un 60%, depenent dels detalls de la seva composició. No obstant això, la mineralogia dels asteroides de tipus X no es coneix prou bé per a restringir-ho encara més. De qualsevol manera, això suggereix una fluixa estructura de pila de runes. Sílvia és també un rotador bastant ràpid, girant sobre el seu eix cada 5,18 hores (donant una velocitat de rotació equatorial d'aproximadament 230 km/h). L'eix curt és l'eix de rotació. Les imatges directes indiquen que els punts dels pols de Sylvia contenen coordenades eclíptiques (β, λ) = (+62,6°, 72,4°) amb només una incertesa de 0,5 °, el que li dona una obliqüitat del voltant de 29,1°. La forma de Sílvia està fortament allargada.

## Les llunes
(87) Sylvia té dos xicotets satèl·lits asteroidals que s'han anomenat Ròmul i Rem, els noms llatins dels fills de la deessa romana Rea Sílvia. Ròmul es va descobrir el 18 de febrer de 2001 amb el telescopi Keck II de 10 metres situat a la cima del Mauna Kea (Hawaii), per Michael E. Brown del Caltech i Jean-Luc Margot de la Universitat Cornell. Van descobrir aquest satèl·lit en imatges obtingudes en banda H, usant un sistema d'òptica adaptativa. La seva designació completa és (87) Sílvia I Rem; abans de rebre aquest nom, era conegut com a S/2001 (87) 1. Té 18 km de diàmetre i orbita a una distància de 1.370 km de Sílvia amb un període orbital de 87,6 hores. Els astrònoms van poder calcular bé la seva òrbita perquè la van fotografiar 27 vegades al llarg de dos mesos. En dotze de les dites imatges va aparèixer una segona lluna més xicoteta.
El descobriment de Rem es va anunciar el 10 d'agost de 2005 per Franck Marchis de la Universitat de Califòrnia a Berkeley, i Pascal Descamps, Daniel Hestroffer, i Jérôme Berthier de l'Observatori de París (França), usant el telescopi Yepun de l'Observatori Europeu Austral (ESO) a Cerro Paranal al Xile. El nom complet n'és (87) Sílvia II Rem; abans de rebre aquest nom, era conegut com a S/2004 (87) 1. Té 7 km de diàmetre i orbita a una distància de 710 km de Sílvia amb un període orbital de 33 hores.
Els astrònoms creuen que aquestes llunes es van formar per un impacte en el passat d'un asteroide amb Sílvia, quedant atrapades per la gravetat de l'asteroide i que també es poden trobar altres llunes més xicotetes.
| Nom   | Massa [kg] | Semieix major [km] | Període orbital [dies] | Excentricitat |
| ----- | ---------- | ------------------ | ---------------------- | ------------- |
| Rem   | 7,3×10¹⁴   | 706,5              | 1,37                   | 0,027         |
| Ròmul | 9,3×10¹⁴   | 1357               | 3,65                   | 0,006         |